# Mîkulîci, Borodeanka
Mîkulîci (în ucraineană Микуличі) este o comună în raionul Borodeanka, regiunea Kiev, Ucraina, formată numai din satul de reședință.

## Demografie
Componența lingvistică a comunei Mîkulîci
     Ucraineană (97,92%)
     Rusă (1,77%)
     Alte limbi (0,2%)
Conform recensământului din 2001, majoritatea populației comunei Mîkulîci era vorbitoare de ucraineană (97,92%), existând în minoritate și vorbitori de rusă (1,77%).